# Melden
Melden is een dorp in het zuidwesten van de Belgische provincie Oost-Vlaanderen en een deelgemeente van de stad Oudenaarde, het was een zelfstandige gemeente tot aan de gemeentelijke herindeling van 1971. Het dorp is vooral bekend om z'n Koppenberg.

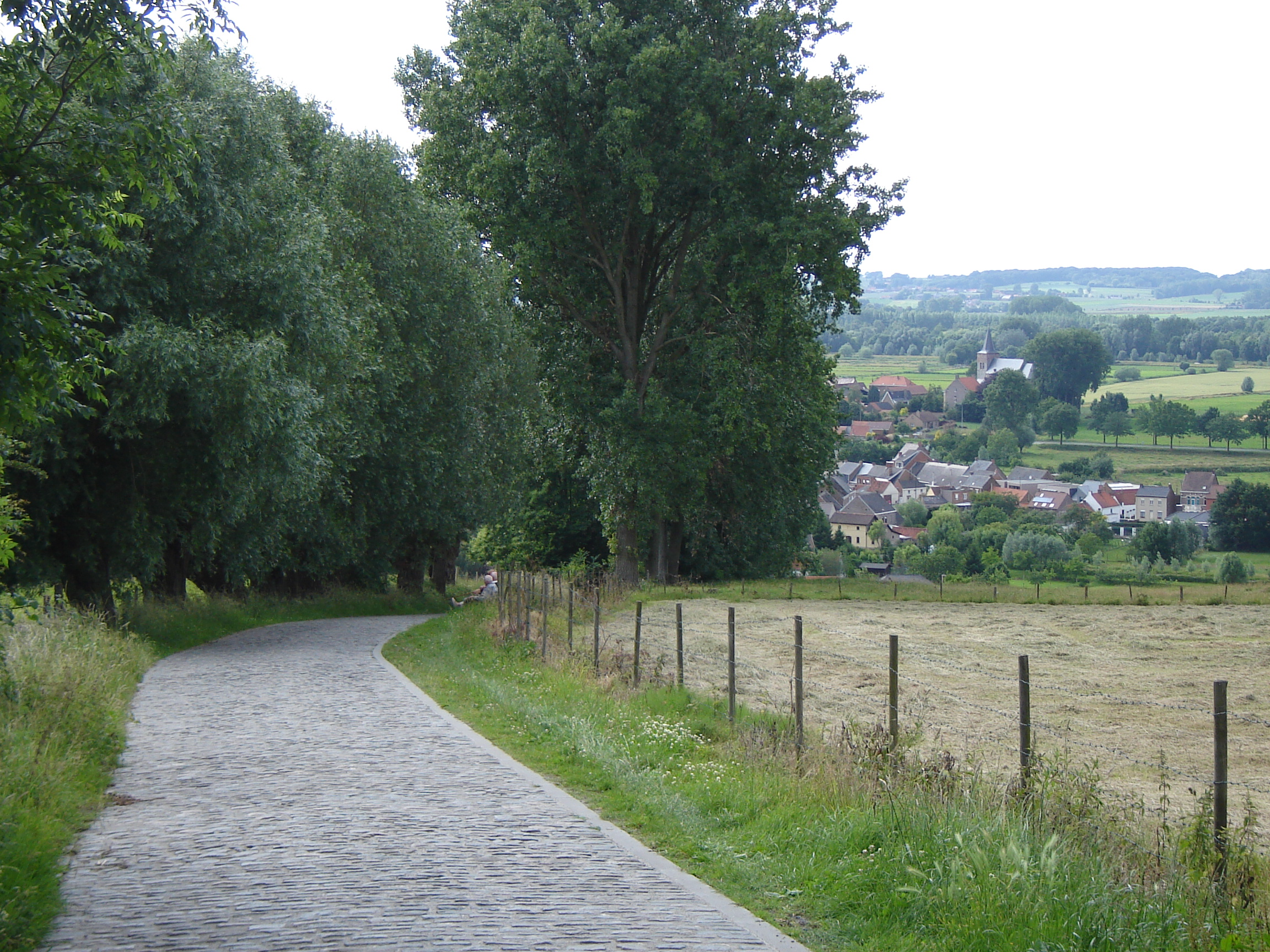
Zicht op Melden vanaf de Koppenberg

Melden is een langgerekt, kronkelend straatdorp, langs de Schelde.
In de jaren zestig had de heraanleg van de N8 Brussel-Kortrijk grote gevolgen voor dit dorp. De voormalige lokale weg tussen Berchem en Oudenaarde werd verbreed en kreeg er deels een nieuw tracé over de vroegere 'Schelde-meersen'. Er werden heel wat huizen gesloopt waardoor het dorpsbeeld grondig veranderde.

## Geschiedenis
Archeologische vondsten uit de prehistorie en de Romeinse periode tonen een oude bewoning aan. In 1030 werd Melden door de Graaf van Vlaanderen veroverd. Tijdens de Gentse Opstand werd Melden geplunderd door de Gentenaars, en wel in 1452. Tot 1651 was Melden het kerngebied van de heren van Pamele, en in dat jaar werd de heerlijkheid Melden verkocht en was achtereenvolgens bezit van de families Van Mortagne, de Quesnoy, Blondel, Van der Gracht, Van der Heyden en de Bylandt. Tijdens de godsdiensttwisten waren er veel protestanten in Melden.
De meersen werden gebruikt door de schaapskudden, en aldus werd wol voor de lakennijverheid geproduceerd. In de 18e eeuw kwam daar de linnennijverheid bij, en het spinnen werd als huisnijverheid beoefend. De industrialisatie tijdens de 2e helft van de 19e eeuw maakte hier een einde aan en, hoewel in 1891 een spoorverbinding tot stand kwam, leidde dit niet tot werkgelegenheid zodat slechts seizoenarbeid in Wallonië en Noord-Frankrijk restte.
In de jaren '60 van de 20e eeuw werd de N8 verbreed, waarvoor veel huizen in de dorpskern werden gesloopt.

## Demografische ontwikkeling
- Bronnen:NIS, Opm:1831 tot en met 1961=volkstellingen

## Bezienswaardigheden
- Sint-Martinuskerk.
- De Nedermolen op de grens met Zulzeke, een watermolen.

## Natuur en landschap
Melden ligt aan de Schelde. Het dorp is gesticht op een bescheiden hoogte aan de oever van de Schelde. De hoogte bedraagt 10 tot 77 meter. Naar het zuidoosten is men in de Vlaamse Ardennen en met vindt daar onder meer de Koppenberg, met daarop een beschermde kasseiweg en het Koppenbergbos. Aan de Schelde ligt een belangrijk meersengebied.

## Geboren in Melden
- Jan Verroken (1917-2020), politicus en burgemeester

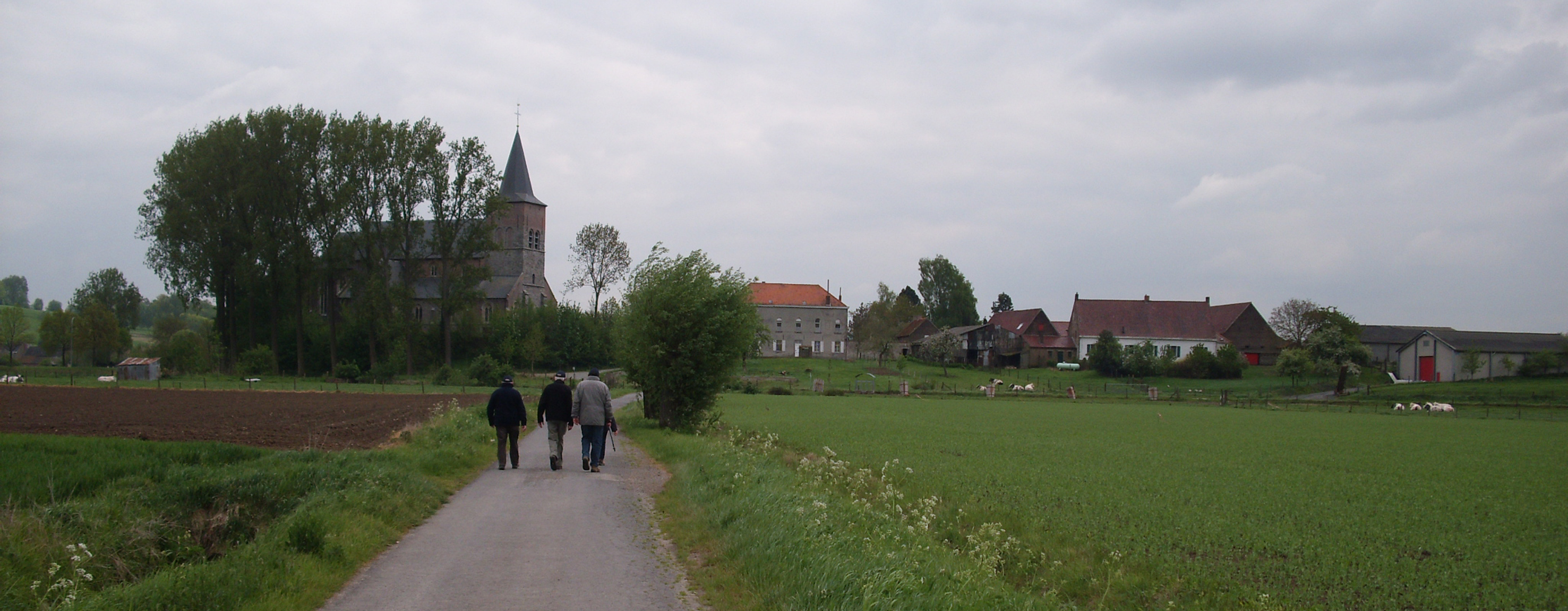
Melden gezien vanaf de Schelde.

## Nabijgelegen kernen
Berchem, Leupegem, Nukerke, Zulzeke